# Teigne du poireau
Acrolepiopsis assectella
Espèce
La Teigne du poireau (Acrolepiopsis assectella) est une espèce de lépidoptères de la famille des Glyphipterigidae. Sa chenille est considérée comme un insecte nuisible pour les cultures de poireau.

## Distribution
La Teigne du poireau est originaire d'Eurasie, mais elle a été introduite dans d'autres régions du monde, notamment en Amérique du Nord, où elle est une espèce envahissante.

## Description
L'imago de la Teigne du poireau est un petit papillon de 16 à 18 mm d'envergure. 
Les ailes antérieures, de forme allongée, ont un fond brun grisâtre parsemé de taches noirâtres et comportant deux taches blanches sur le bord interne. Les ailes postérieures sont effilées et gris clair. La tête et le corps sont bruns.
La chenille a une longueur de 10 à 12 mm. La tête, le thorax et les pattes sont jaunes, tandis que l'abdomen est vert clair et comporte huit taches noires sur chaque segment : quatre latérales et quatre dorsales, chacune munie d'un poil.

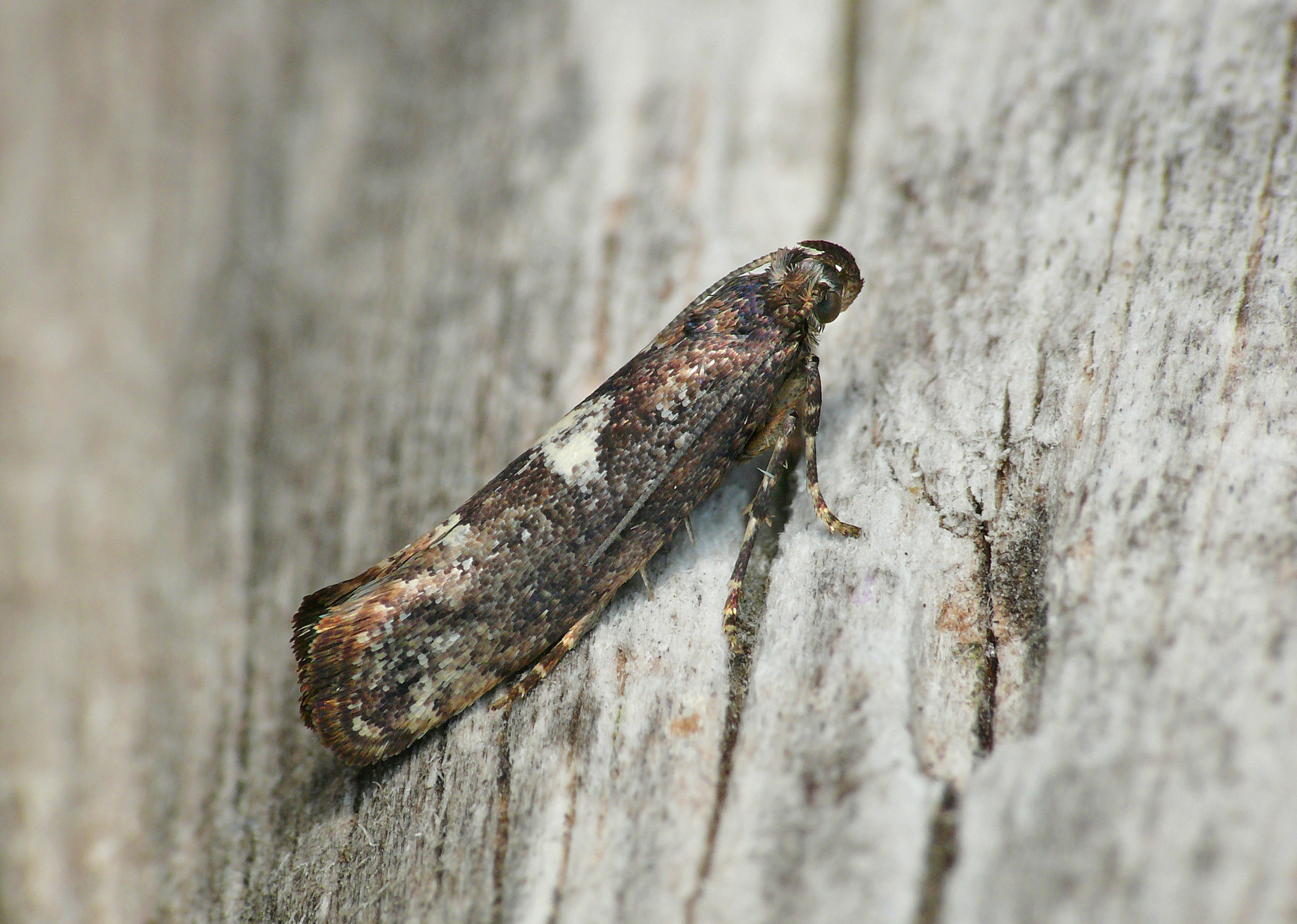
Papillon.
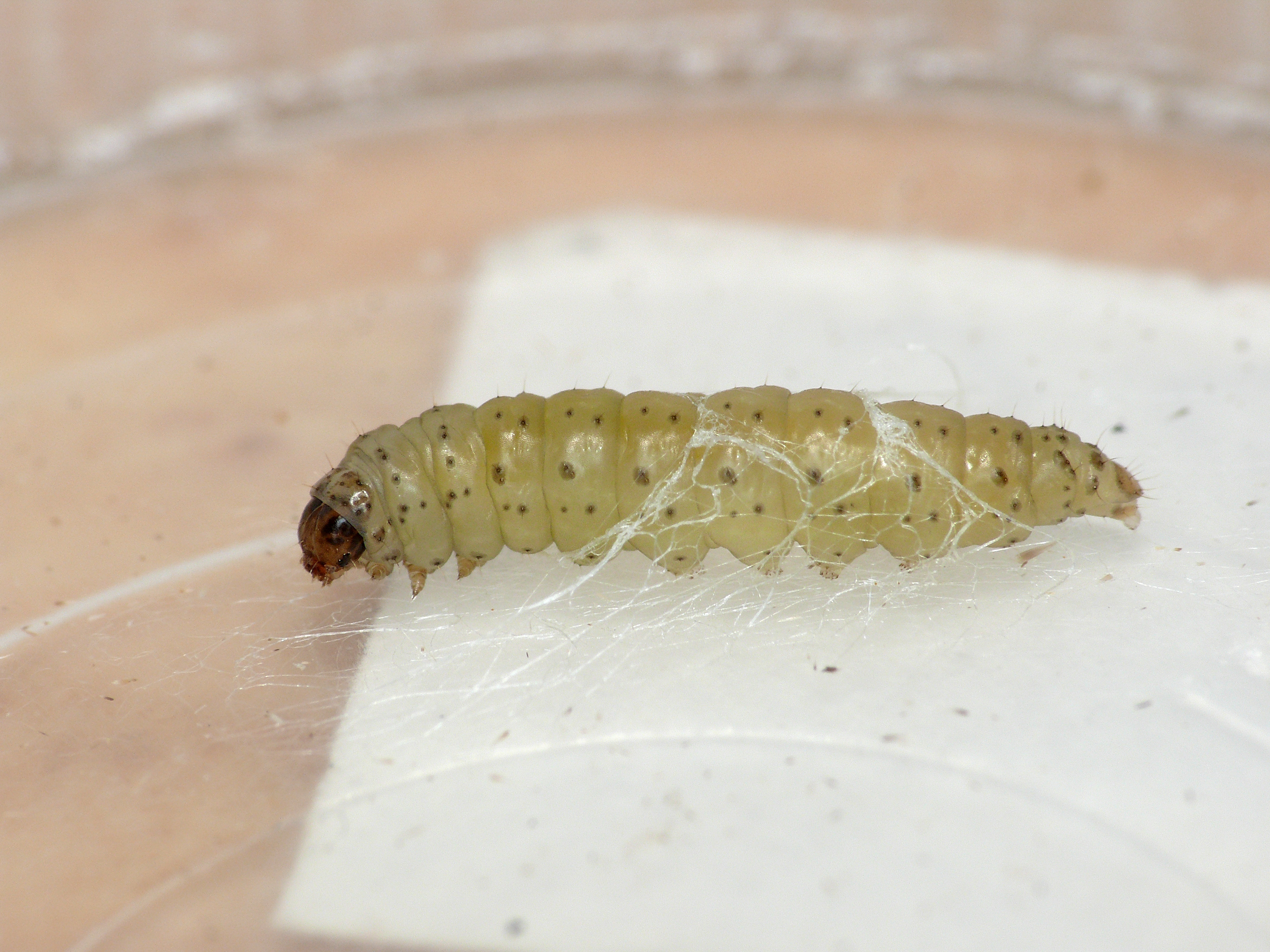
Chenille.
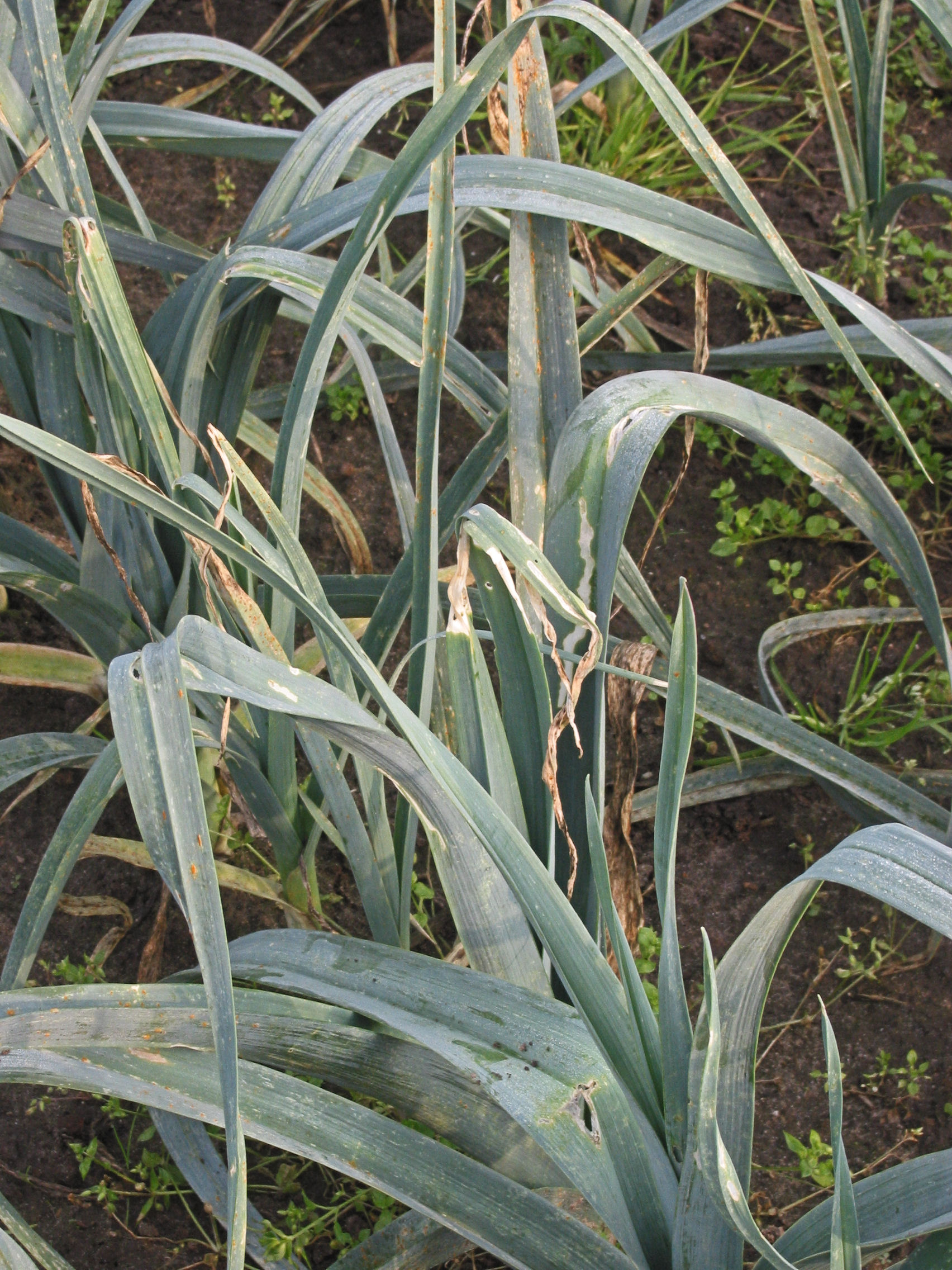
Dommages sur des poireaux cultivés.

## Biologie
L'espèce est multivoltine, réalisant deux générations dans les régions septentrionales, et bien davantage dans les régions méridionales. Elle hiverne au stade imaginal, plus rarement au stade nymphal.
Les plantes-hôtes larvaires sont des espèces du genre Allium (voir plus bas). Les œufs sont déposés au milieu des inflorescences ou sur les feuilles. Les jeunes chenilles minent la feuille, puis quittent leur mine après 2 à 5 jours pour s'enfoncer entre les feuilles centrales de la plante. La nymphose a lieu dans un cocon fusiforme à mailles lâches, fixé à la plante-hôte. Le cycle complet de l'œuf à l'adulte peut prendre entre 3 et 6 semaines en fonction de la température.

## Caractère ravageur et moyens de lutte
La chenille de la Teigne du poireau s'attaque aux cultures de poireau (Allium ampeloprasum var. porrum), d’ail (Allium sativum), d’oignon (Allium cepa) et d'autres espèces du genre Allium. C'est sa génération estivale qui cause le plus de dégâts.
La bactérie Bacillus thuringiensis kurstaki (en) (Btk) et le spinosad permettent de lutter efficacement contre la Teigne du poireau. Il ne faut cependant pas utiliser le Btk à proximité d'un plan d'eau, d'un cours d'eau ou d'un milieu humide.
L'utilisation de filets légers contribue à protéger les plants en croissance des dommages causés par la teigne du poireau.
La culture de la carotte en compagnonnage avec celle du poireau permettrait aussi de lutter contre cette espèce sans pesticides[réf. nécessaire].

## Systématique
L'espèce Acrolepiopsis assectella a été décrite par l'entomologiste allemand Philipp Christoph Zeller en 1839, sous le nom initial de Roeslerstammia assectella,.
Elle est actuellement classée dans la famille des Glyphipterigidae et la sous-famille des Acrolepiinae, laquelle était une famille distincte (Acrolepiidae) dans les classifications plus anciennes.